# Робусти, Мариэтта
Мариэтта Робусти (итал. Marietta Robusti) (1560(?) год, Венеция — 1590, Венеция) — венецианская художница, дочь и ученица Тинторетто, также называемая «Тинторетта» (итал.  la Tintoretta) .

## Биография
Мариэтта была старшей и любимой дочерью прославленного венецианского живописца Якопо Робусти, известного как Тинторетто. О её жизни известно немного. Несколько страниц посвятил ей в XVII веке Карло Ридольфи, биограф венецианских живописцев. Упоминается она и у современника — Рафаэлло Боргини — в книге Il Riposo. Согласно Ридольфи она родилась примерно в 1560 году. По другим данным, она появилась на свет на пять или семь лет раньше. Матерью её была женщина немецкого происхождения, с которой у отца были отношения ещё до женитьбы на Фаустине Эпископи. У Мариэтты было три младших брата и четыре сестры. Её братья Доменико и Марко также стали помощниками отца в его мастерской и в дальнейшем художниками.
Еще подростком Мариетта стала перенимать отцовское мастерство и помогать ему в работе. Она столь точно воспроизводила манеру отца, что теперь специалисты затрудняются установить авторство тех или иных работ.
Согласно Ридольфи, особенно ей удавались портреты, и она изобразила множество венецианцев и венецианок.
Мариэтта обучалась музыке, она овладела несколькими инструментами, что нашло свое отражение на предполагаемом автопортрете, хранящемся в галерее Уффици.
По свидетельству Ридольфи, Мариэтта написала столь удачный портрет Якопо Страда, антиквара императора Максимилиана, что ее пригласили стать его придворным художником. Также её звали эрцгерцог Фердинанд и испанский король Филипп II. Однако отец не желал с нею расставаться, отказал им всем, а в 1578 году выдал за ювелира Марко Августа «при условии, что она останется под отцовской крышей».
Мариэтта скончалась в 1590 году, на несколько лет раньше отца и была похоронена в церкви Мадонна-дель-Орто.
Умелая имитация манеры отца привела к тому, что лишь автопортрет из галереи Уффици может быть приписан ей с некоторой уверенностью. Авторство остальных её работ вызывает у специалистов большие или меньшие сомнения. Три портрета, приписываемые ей, хранятся в Прадо). Парный портрет в Музее истории искусств (Вена) имеет подпись, которая раньше выглядела как «M.R.» (Marietta Robusti), но после реставрации 1937 исследователи склонны читать её как «65 M 3», и атрибуция полотна Мариэтте стала весьма сомнительной. Некоторые авторы приписывают ей портрет Оттавио Страда в амстердамском Рейксмюсеуме.

## Работы, приписываемые Мариетте Робусти

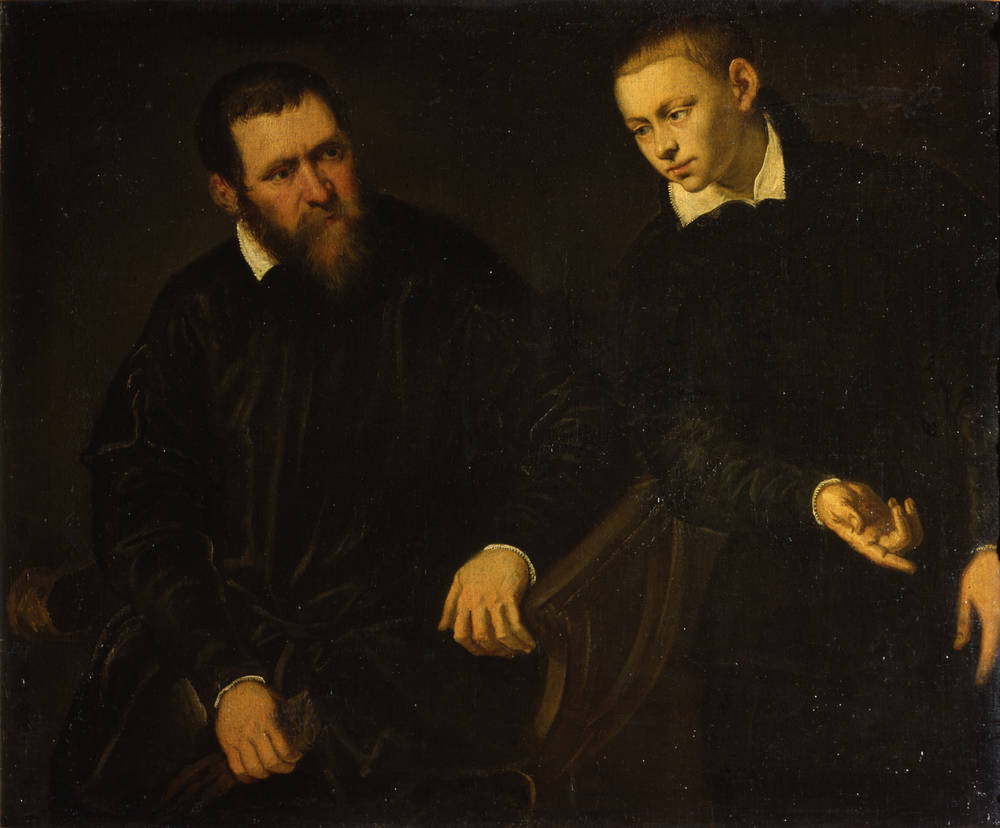
Автопортрет(?) с Якопо Страда. около 1567/68 г. Масло, холст, 99,5 x 121 см, Галерея старых мастеров, Дрезден
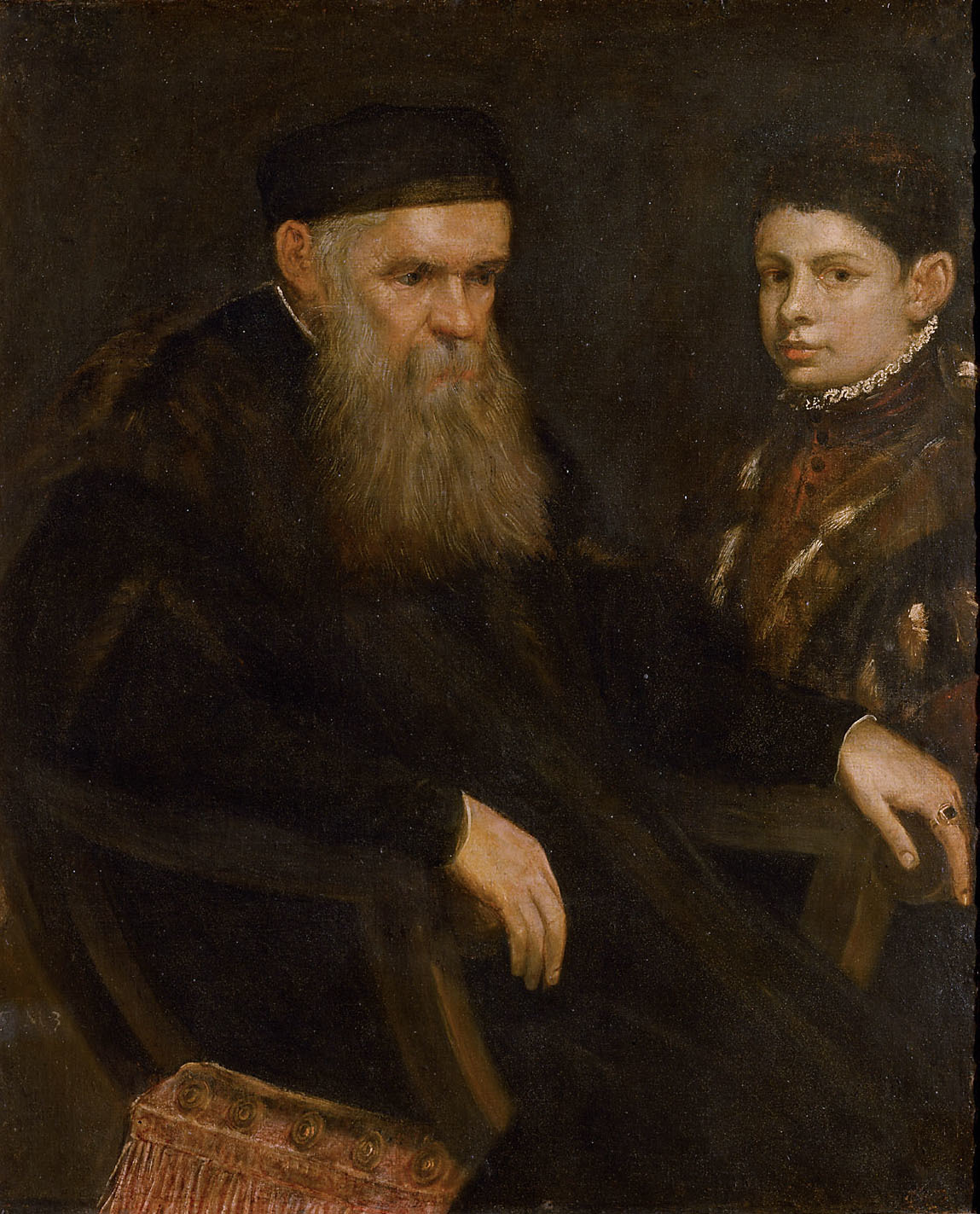
Старик и мальчик. около 1565 г. Масло, холст, 103 × 83 см, Музей истории искусств, Вена (авторство спорно)
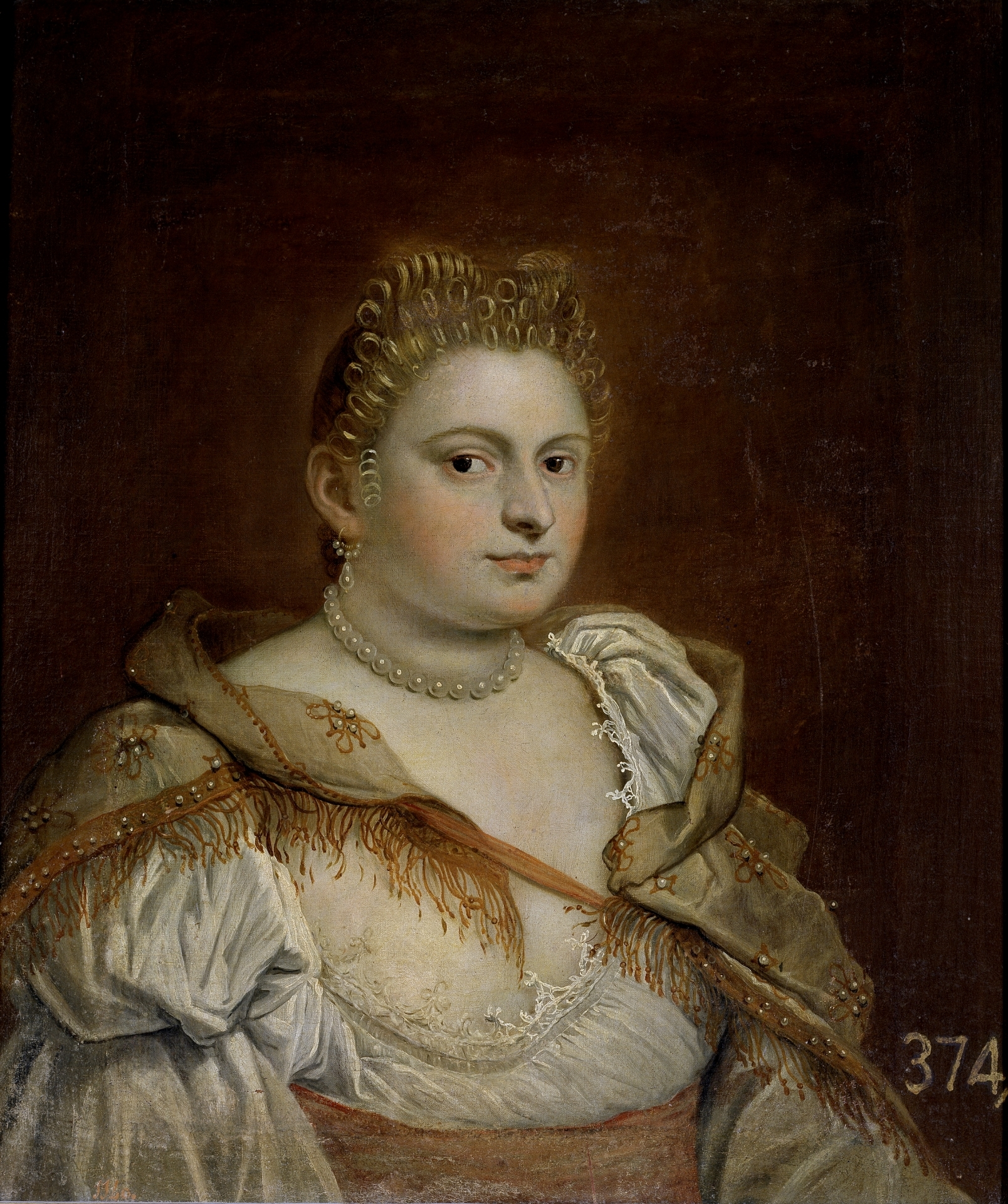
Венецианка. Масло, холст, 77 × 65 см, Прадо, Мадрид
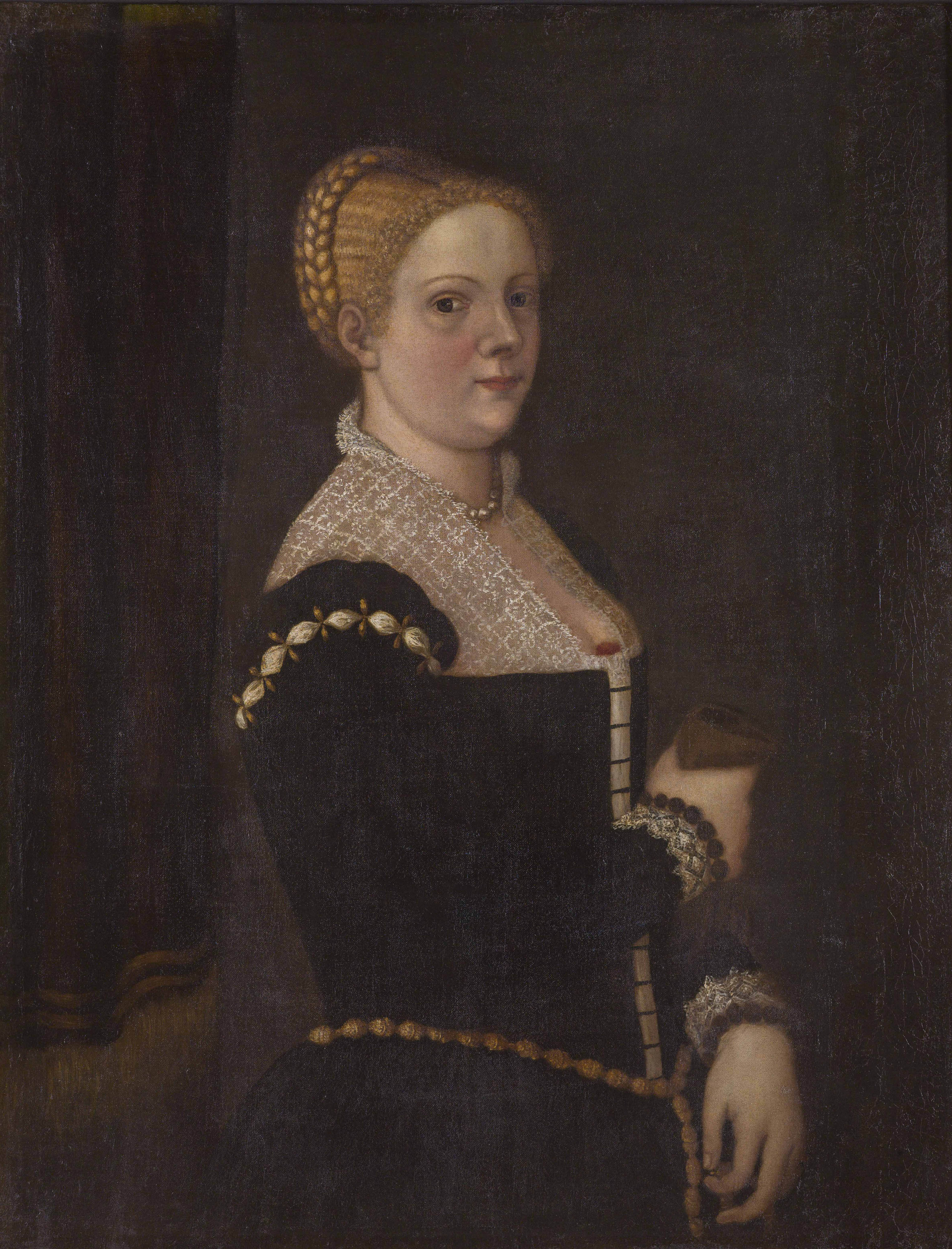
Автопортрет(?). Масло, холст, 101 × 78 см, Галерея Боргезе, Рим
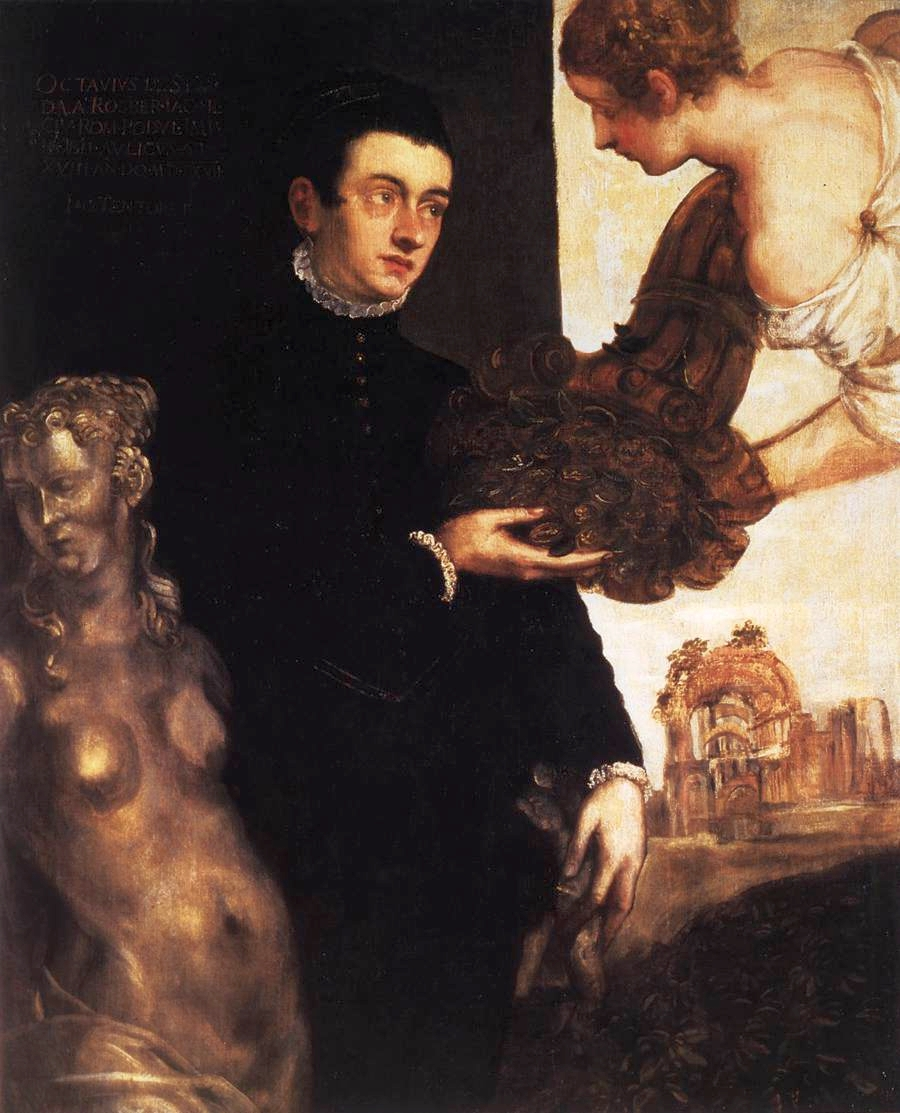
Портрет Оттавио Страда. Масло, холст, 128 × 101 см, Рейксмюсеум, Амстердам